# مورکس
مورکس (انگلیسی: Murex) شرکت بازی ویدئویی فرانسوی است، که در سال ۱۹۸۶ تأسیس شد.